# 1871 في المجر
فيما يلي قوائم الأحداث التي وقعت خلال عام 1871 في المجر.

## سياسة

### انتهاء فترة المنصب
- 14 نوفمبر – جولا أندراشي رئيس وزراء المجر.

## مواليد

### مارس
- 25 مارس – إيغور غرابار فنان روسي.

## وفيات

### يناير
- 4 يناير – فنسنت أدلر (مواليد 1826) ملحن مجري.